# Académique (collant)
Pour les articles homonymes, voir Académique.
 (décembre 2019).
Si vous disposez d'ouvrages ou d'articles de référence ou si vous connaissez des sites web de qualité traitant du thème abordé ici, merci de compléter l'article en donnant les références utiles à sa vérifiabilité et en les liant à la section « Notes et références ».
L'académique est un collant ou une combinaison utilisés pour la danse et la gymnastique et peut être utilisée de base pour des déguisements. Elle recouvre le corps des pieds jusqu'aux poignets et au cou.

## Matière
La matière utilisé pour la fabrication de ce vêtement est du nylon ou de l'élasthanne. Il peut y avoir des imprimés métalliques sur une académique.